# Tischberg (Oberbayern)

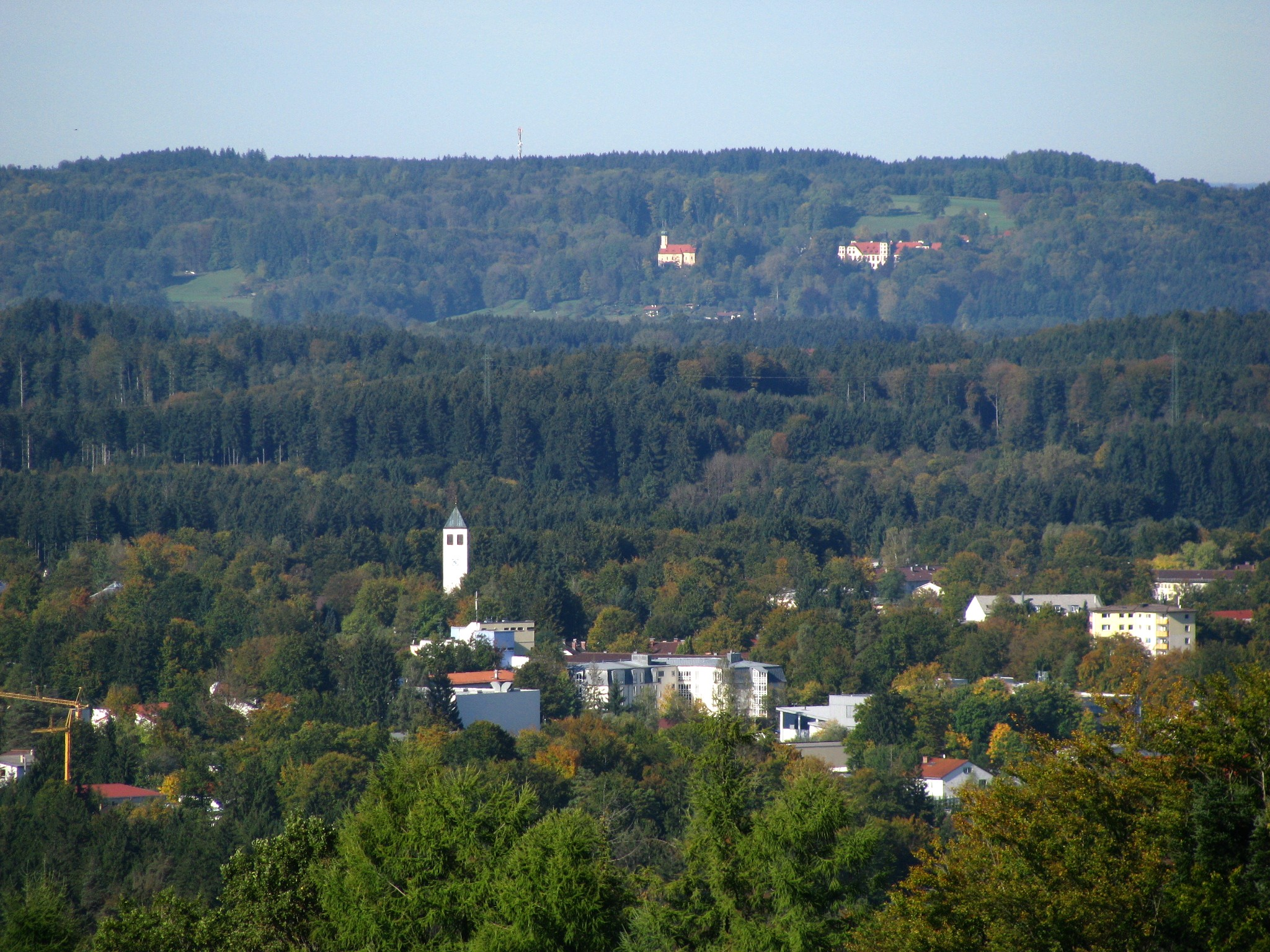
Ansicht auf die Querseite der Erhebung bei Eurasburg

Der Tischberg ist eine Anhöhe im Landkreis Bad Tölz-Wolfratshausen mit einer maximalen Höhe von 717 m über NN, die sich zwischen dem Südostufer des Starnberger Sees und dem Isartal erhebt. Der Kern des Tischbergs besteht aus Konglomeraten der Oberen Süßwassermolasse und entstand am Ende des Neogens. Dieses Gestein wird besonders im Umfeld der Garmischer Autobahn 95 aufgeschlossen und ist als Geotop anerkannt.
Während der letzten, als Würm-Kaltzeit bezeichneten Eiszeit wirkte der Tischberg als Hindernis für den vorrückenden Isar-Loisach-Gletscher. Die östliche Flanke des großflächigen Vorlandgletschers teilte sich am Tischberg in die östliche Hauptzunge, die das Zungenbecken des Starnberger Sees ausschürfte, und die kleinere Zunge, die das Isartal formte. Seine südliche Kuppe wurde von den Gletscherzungen nicht überdeckt und ragte als Nunatak aus dem Eis heraus. Hinter der Kuppe führten die beiden Gletscherzungen Material heran, das auf dem nördlichen Tischberg als Seitenmoräne abgelagert wurde. 
Das Gebiet des Tischbergs erstreckt sich vom heutigen St. Heinrich am Ufer des Starnberger Sees bis Eurasburg im Isartal, im Süden ragt er bis Faistenberg. Südlich von Eurasburg ist bei Beuerberg am Loisachhang das Gestein der Molasse-Konglomerate gut aufgeschlossen. An der Straße zwischen Eurasburg und dem auf dem Rücken gelegenen Schloss ist eine Überlagerung der Molasse mit Nagelfluh aus der Mindel-Kaltzeit zu sehen, der Nagelfluh an den höchsten Punkten des Tischbergs bei Happerg wird aufgrund der Hochlage der Günz-Kaltzeit zugerechnet. Der Tischberg setzt sich nach Norden in den Münsinger Rücken zwischen Starnberger See und Isartal fort, die Süßwassermolasse liegt hier tiefer und wird von Schottern der Würm-Eiszeit überdeckt. Die Süßwassermolasse ist nur am steilen Westhang bei Allmannshausen erneut aufgeschlossen.

## Geotop
Der Aufschluss am Tischberg ist vom Bayerischen Landesamt für Umwelt als wertvolles Geotop (Geotop-Nummer: 173A019) ausgewiesen.